# 妙相亭塔

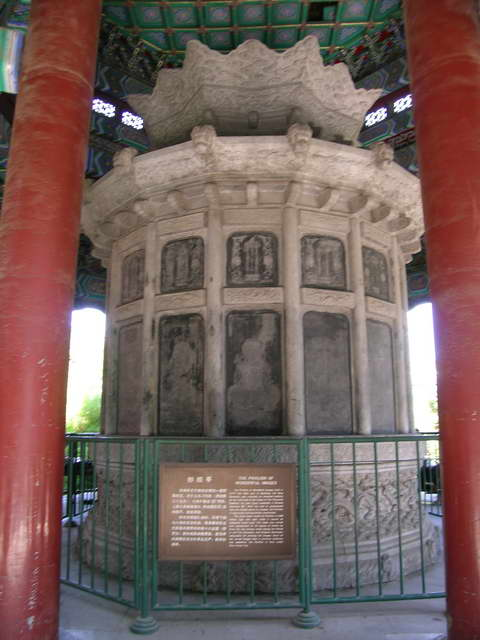
妙相亭塔

妙相亭塔位于中國北京市北海公园西北角阐福寺西侧的一座八角攒尖顶的亭中。
此塔建于清乾隆二十九年（1764年）。亭子建于乾隆三十五年（1770年），称“妙相亭”，是为护塔而建。
石塔的基座是十六角形的须弥座，下枋上雕有海浪和假山石，上访上雕有缠枝西番莲，束腰中有二龙戏珠和云文图案。塔身的每面各线雕一位罗汉像，每位罗汉的上方镌刻着乾隆帝亲笔题写的《御制贯休画十六应真像赞》。塔身上有塔檐，檐下雕有腾龙，眼角各雕一狮子头。塔檐顶上有一层须弥座，上面雕有双龙戏珠和宝相花等图案。须弥座上方又有一层檐，外形象一顶唐僧的毗卢帽。塔檐顶上的塔刹是一座小型的覆钵式塔。
石塔上的十六罗汉像是五代时禅月大师贯休所画，真迹原藏于杭州孤山的圣因寺内。清乾隆二十二年（1757年），皇帝在第二次南巡时看到了这十六幅罗汉像，他根据梵经改正了画上原题的罗汉名，并题写赞文。后来杭州孤山圣因寺住持僧明水募资，将五代时贯休和尚画的十六罗汉相临摹成石刻，並诏令建塔，把十六罗汉像镶于塔身。